# Torneo Godó 1975
Il Torneo Godó 1975 è stato un torneo di tennis giocato sulla terra rossa. È stata la 23ª edizione del Torneo Godó,
che fa parte del Commercial Union Assurance Grand Prix 1975. Si è giocato al Real Club de Tenis Barcelona di Barcellona in Spagna, dal 13 al 19 ottobre 1975.

## Campioni

### Singolare
Björn Borg ha battuto in finale  Adriano Panatta con il punteggio di 1–6, 7–6(5), 6–3, 6–2

### Doppio
Björn Borg /  Guillermo Vilas hanno battuto in finale  Wojciech Fibak /  Karl Meiler con il punteggio di 3–6, 6–4, 6–3